# Francesc de Mas i Otzet
Francesc de Mas i Otzet (Manresa, 1837 - Barcelona, 1894) va ser un poeta líric i satíric català. Va publicar poemes en llengua catalana a la revista La Antorcha Manresana, Una salve en Montserrat (1864) i el recull Flors boscanes (1866), on va recollir la major part de les seves composicions. El 1867 es va llicenciar en dret a la Universitat de Barcelona. Va ocupar diversos càrrecs oficials a les Illes Filipines en temps de la dominació espanyola i, el 1883, essent governador de la província de Batanga, va promoure entre els emigrants catalans i aragonesos la publicació de la seva traducció del poema A Barcelona de Jacint Verdaguer. Era un opuscle de dinou pàgines, amb data del 21 de setembre de 1883 i les versions catalana original i la castellana anaven acarades; en una pàgina hi deia: «Ed. costeada por varios catalanes y aragoneses residentes en Manila». L'any 2009, el Servei de Publicacions i Edicions de la Universitat de Barcelona en va publicar una edició facsímil. El 1885 va tornar a Catalunya i va publicar el poema heroic El volcán de Táal (1885) i, en el setmanari La Veu del Montserrat, la sèrie d’articles «En Montserrat. Meditacions i records» (1885).